# Chiesa di San Bernardino alle Monache
La chiesa di San Bernardino alle Monache è un edificio religioso cattolico sito in via Lanzone, nel centro storico di Milano; eretta circa nel 1450 in mattoni rossi, è quanto resta dell'ampio monastero trecentesco di Santa Maria di Cantalupo soppresso nel 1798 dalle leggi napoleoniche.

## Storia
In questo luogo esisteva già una chiesa precedente, del 1288. Dopo la morte del grande predicatore senese San Bernardino (1444), che era stato più volte a Milano, si decise di costruire questa nuova chiesa a lui dedicata. Il titolo Alle Monache fu aggiunto perché la chiesa fu edificata per il grande monastero e per distinguerla da San Bernardino alle Ossa, al Verziere.
Si ritiene che la chiesa sia della seconda metà del XV secolo e che l'autore del progetto sia stato Pietro Antonio Solari. Nel 1645 la superiora Suor Maria Antonia Galimberti fece aggiungere alla chiesa un'ala con facciata barocca. Nel 1727 furono modificate le finestre ed il portale.
Circa cinquant'anni dopo il convento venne soppresso (1798) e gli edifici che lo componevano furono man mano demoliti. Quando fu costruita l'attuale sede del liceo Manzoni nel 1913 fu distrutta anche l'ala secentesca della chiesa. Dopo i restauri della facciata e del completamento del campanile, quindi della palazzina e della nuova sacristia annesse alla Chiesa ordinate dalla Fabbriceria di Sant’Ambrogio all’architetto Adolfo Zacchi nel 1922 ed eseguiti dall’Impresa di Costruzioni Antonio Bassanini , nel  1984 la chiesa è di nuovo aperta al culto.

## Galleria d'immagini

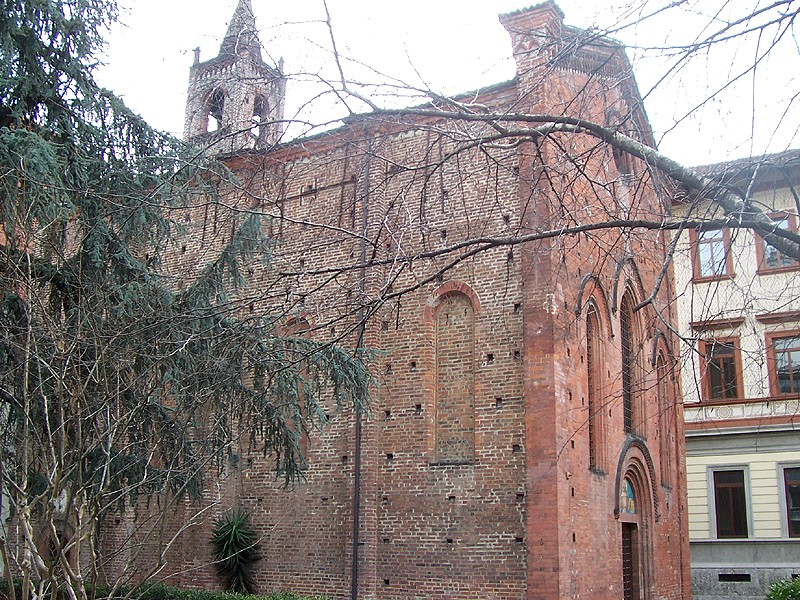
Veduta laterale
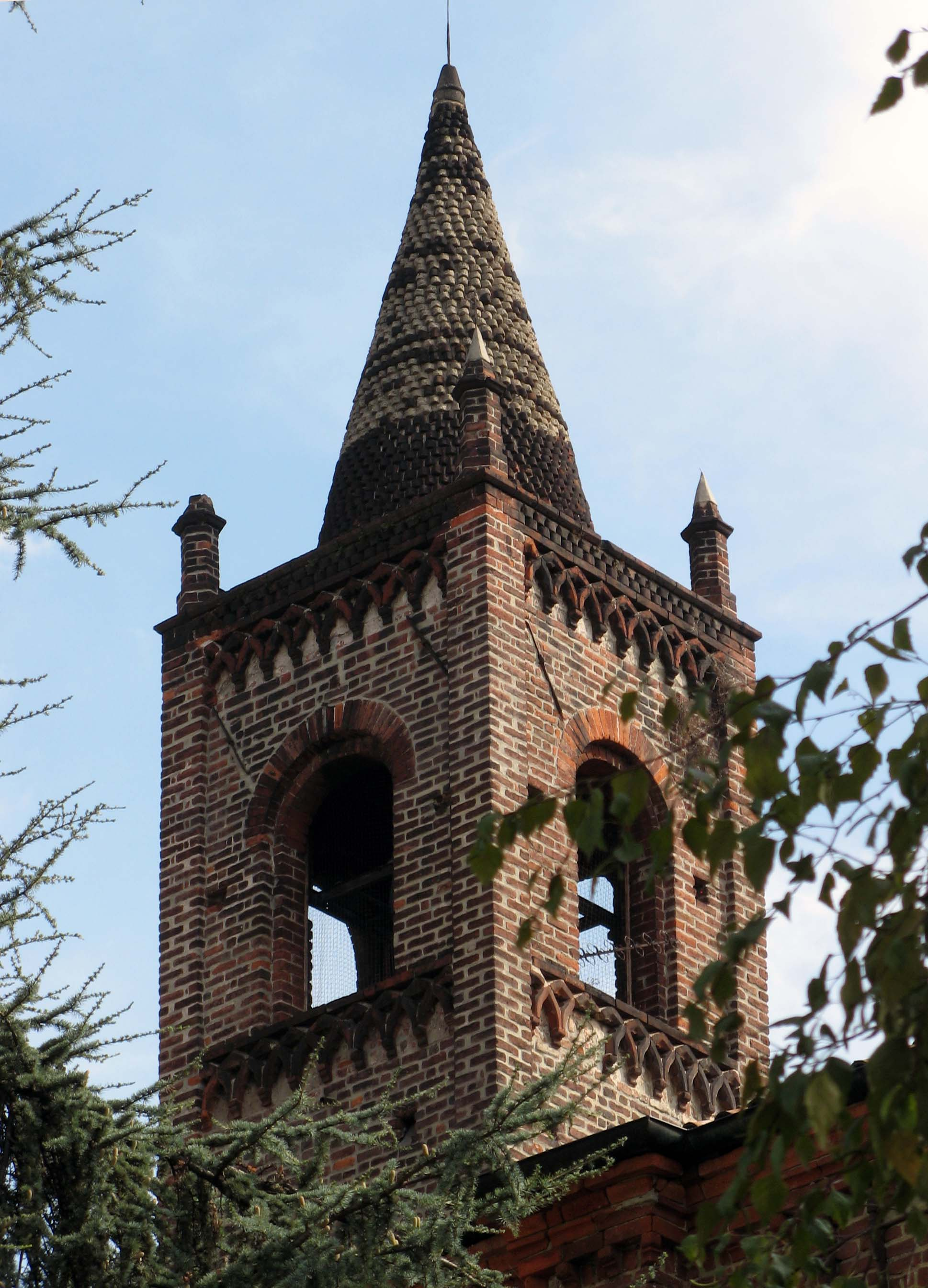
Il campanile